# Christopher Audland
Sir Christopher John Audland KCMG DL (* 7. Juli 1926 in Wiesbaden; † 29. Dezember 2019) war ein britischer Diplomat, der unter anderem zwischen 1981 und 1986 Leiter der Generaldirektion für Energie der Europäischen Kommission war. Während seiner diplomatischen Tätigkeit befasste er sich unter anderem einerseits mit der Deutschland-Frage nach dem Zweiten Weltkrieg, andererseits aber auch mit den Europäischen Gemeinschaften.

## Leben
Audland war der Sohn von Brigadegeneral Edward Gordon Audland CB CBE MC und Violet Mary Audland, einer Tochter von Herbert Shepherd-Cross, der zwischen 1885 und 1906 die Conservative Party als Mitglied im House of Commons vertrat. Er selbst trat nach dem Besuch der Twyford School und des Winchester College 1944 in die Royal Artillery ein und gehörte dieser bis 1948 an, Am 8. Dezember 1945 wurde er zum Leutnant (Second Lieutenant) befördert und bekleidete zuletzt den temporären Rang eines Hauptmanns (Temporary Captain).
Am 13. August 1948 trat Audland in den diplomatischen Dienst (His Majesty’s Diplomatic Service) des Außenministeriums (Foreign Office) und gehörte zwischen 1950 und 1952 nach der Gründung der Bundesrepublik Deutschland zur britischen Delegation bei den Verhandlungen zum Deutschlandvertrag vom 26. Mai 1952 im Rahmen des Alliierten Vorbehaltsrechts und des Besatzungsstatuts. In der Folgezeit fand er ab dem 3. November 1952 Verwendung als Vizekonsul bei der britischen Vertretung beim Europarat in Straßburg sowie an der Botschaft in den USA. Er gehörte zwischen 1961 und 1963 zur britischen Delegation bei den Verhandlungen zum Beitritt des Vereinigten Königreichs zu den Europäischen Gemeinschaften und war dort für die Koordinierung der Verhandlungen und die Chefredaktion der Verhandlungsniederschriften zuständig. Danach war er 1963 Berichterstatter für die Beitrittsverhandlungen im Außenministerium.
Nach einer Verwendung zwischen 1963 und 1967 an der Botschaft in Argentinien, war Audland von 1968 bis 1970 Leiter des Referats für Wissenschaft und Technologie, nachdem im Oktober 1968 das Ministerium für Commonwealth-Angelegenheiten mit dem Außenministerium (Foreign Office) zum Ministerium für Auswärtiges und Angelegenheiten des Commonwealth of Nations (Foreign and Commonwealth Office) zusammengelegt wurde. In dieser Funktion war er 1968 auch Leiter der britischen Delegation bei den Verhandlungen zum Meeresboden-Vertrag. 1970 übernahm er die Funktion des Kanzlers der Botschaft in der Bundesrepublik Deutschland und versah diese bis 1973 im Range eines Botschaftsrats. Zugleich fungierte er von 1970 bis 1973 als stellvertretender Leiter der britischen Delegation bei den Verhandlungen zum Viermächteabkommen über Berlin. Am 1. Januar 1973 wurde er Companion des Order of St. Michael and St. George (CMG).
Zuletzt wurde Audland 1973 zur Europäischen Kommission abgeordnet und war dort zunächst zwischen 1973 und 1981 stellvertretender Generalsekretär sowie anschließend von 1981 bis 1986 Leiter der Generaldirektion für Energie der Europäischen Kommission. 1986 trat er in den Ruhestand und wurde am 1. Januar 1987 als Knight Commander des Order of St. Michael and St. George (KCMG) geadelt, so dass er fortan das Prädikat „Sir“ führte. Am 1. März 1996 wurde er schließlich mit Wirkung vom 12. Februar 1996 zu einem der Deputy Lieutenant der Grafschaft Cumbria ernannt.
Audland war ab 1955 mit Maura Daphne Sullivan verheiratet. 

## Veröffentlichungen
- The 1990’s. Which way for the European community? Manchester Statistical Society, 1987, Neuauflage 1990.
- Negotiating Britain’s membership of the European Communities. 1961-3 and 1971-2. Mitautor Roy Denman, University of Manchester, 2000.
- Right place, right time. Memoir Club, 2004, ISBN 978-18410-4-091-2.